# John Haldon
John Haldon – brytyjski historyk, bizantynolog.

## Życiorys
John Haldon jest profesorem bizantynistyki i studiów hellenistycznych na Uniwersytecie Princeton. Jego zainteresowania naukowe koncentrują się wokół dziejów Cesarstwa Bizantyńskiego od VII do XI wieku. Zajmuje się także dziejami systemów politycznych Europy i krajów islamu w starożytności i średniowieczu. Jest autorem i współautorem kilkunastu książek. Od 2016 jest przewodniczącym Association Internationale des Études Byzantines. 

## Książki przetłumaczone na język polski
- Bizancjum. Zarys dziejów, przeł. Zygmunt Simbierowicz, Warszawa: Wydawnictwo Libridis 2006.
- David Nicolle, John Haldon, Stephen Turnbull: Upadek Konstantynopola. Podbój Bizancjum przez imperium osmańskie, przeł. Jan Jackowicz, Warszawa: Bellona 2010.
- Wojny Bizancjum. Strategia, taktyka, kampanie, Dom Wydawniczy Rebis 2019 (ISBN 978-83-80-62474-0)